# Megalithanlagen von Over Jersdal

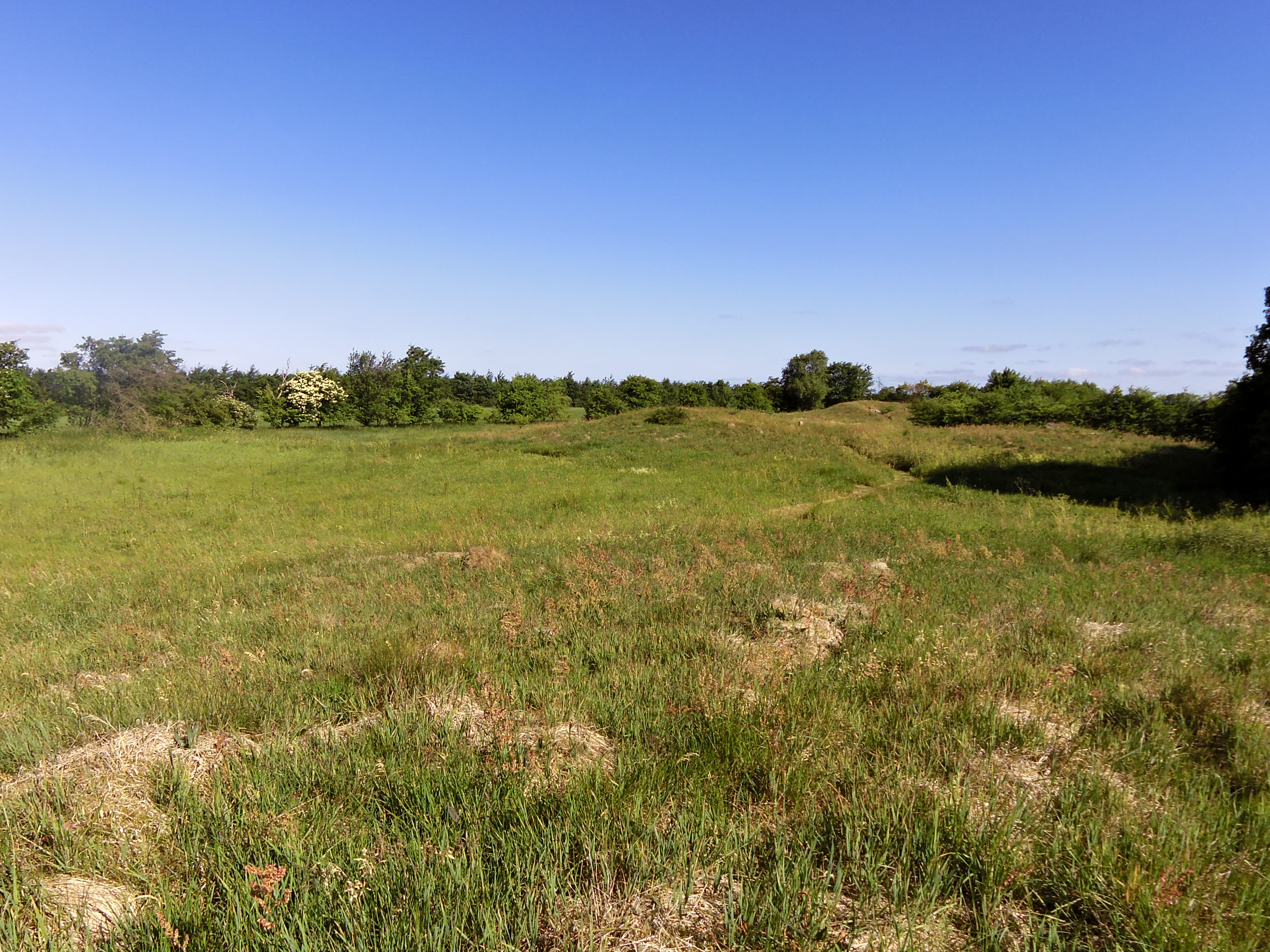

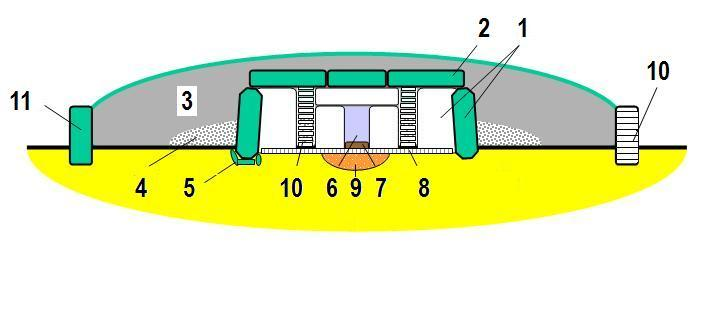
Schema Ganggrab (Querschnitt durch die Kammer) 1= Trag-, 2= Deckstein, 3= Erdhügel, 4= Dichtung, 5= Verkeilsteine, 6= Zugang, 7= Schwellenstein. 8= Bodenplatten, 9= Unterbodendepots, 10= Zwischenmauerwerk 11= Randsteine

Die Megalithanlagen von Over Jersdal (auch Over Jerstal) liegen südwestlich von Haderslev und südlich der jütländischen Stadt Vojens sowie nördlich von Over Jersdal in Dänemark. Es handelt sich um zwei Ganggräber und zwei Dolmen, die als Megalithanlagen der Trichterbecherkultur (TBK) zwischen 3500 und 2800 v. Chr. entstanden. Neolithische Monumente sind Ausdruck der Kultur und Ideologie neolithischer Gesellschaften. Ihre Entstehung und Funktion gelten als Kennzeichen der sozialen Entwicklung.
Die beiden Ganggräber liegen in Rundhügeln und wurden im Jahr 1931 untersucht.

## Ganggrab 1

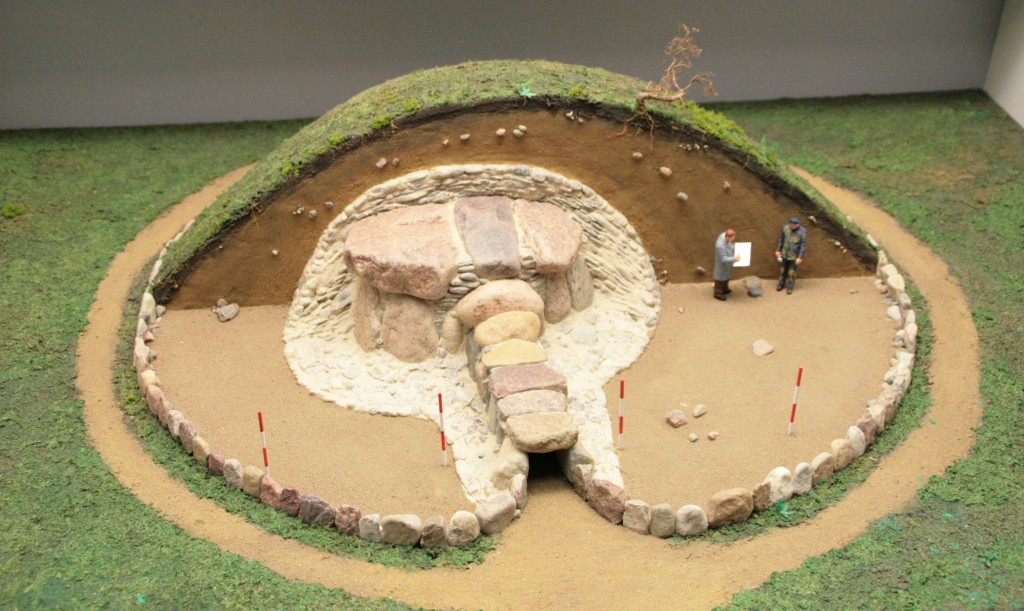
Schema

Der etwa drei Meter hohe Rundhügel hat 17 m Durchmesser. Der Gang, dessen Steine nahezu komplett fehlen, setzt im Osten an und ist acht Meter lang. Die Nord-Süd orientierte leicht trapezoide Kammer ist drei Meter lang, 1,5 auf 1,4 m breit und 1,6 m hoch. Sie wird aus breitem Zwischenmauerwerk und sechs Trag- und einem übergroßen Deckstein gebildet, dessen Dicke 1,1 m beträgt. Alle Steine befinden sich in situ. 55° 12′ 36,5″ N, 9° 17′ 54,9″ O

## Ganggrab 2
Der 1,75–2,2 m hohe abgeflachte unebene Hügel ist in etwa oval und hat 17–18 m Durchmesser. Der Gang setzt im Osten an, ist 5,60 m lang und am Zugang zur Kammer 0,5 m breit und 1,1 m hoch. Die Nordost-Südwest orientierte Kammer von doppeltrapezoider Form ist 1,6 m hoch, etwa vier Meter lang, mittig 2,25 m breit und an den Enden schmaler. Sie wird aus neun Trag- und zwei Decksteinen gebildet, die sich in situ befinden. Lage: 55° 12′ 34,5″ N, 9° 17′ 55,6″ O

## Runddysse 1

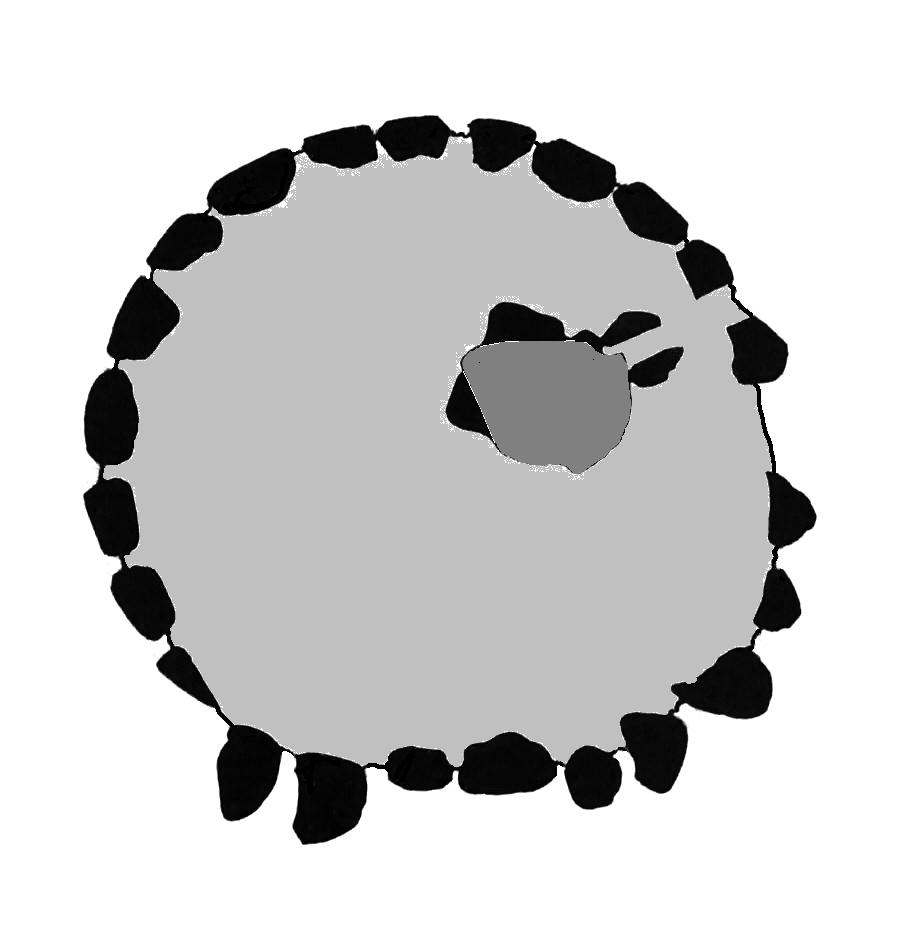
Schema eines Runddysse

Der Runddysse ist weitgehend zerstört. In dem etwa einen Meter hohen Hügelrest befindet sich eine einen Meter tiefe und etwa 2,5 m lange Grube, in der verbliebene Tragsteine oder deren Reste liegen. Lage: 55° 12′ 34,6″ N, 9° 17′ 56,5″ O

## Runddysse 2
In einem Feld liegen zugewachsen und mit Müll überschüttet die Reste einer kleinen Kammer, von der drei Steine sichtbar sind. Die Nord-Süd orientierte Kammer ist 1,7 m lang, im unteren Bereich 0,9 m breit und 0,60 m hoch. 55.174210N  Longitude: 9.291423ELage:55° 10′ 27,2″ N, 9° 17′ 29,1″ O
- Im Norden steht ein 0,95 m breiter, 0,40 m dicker und 0,70 m hoher Stein in einer kleinen Schräglage.
- Im Osten steht ein 1,45 m breiter, 0,60 m hoher und dicker Stein.
- Im Westen ein Stein 1,45 m breit, 0,40 m dick, 0,70 m hoch.
- Im Süden, wo der Zugang liegt, ein 1,30 m breiter und 0,80 m hoher, mit Erde bedeckter Stein.

Die Kammer. der der Deckstein und das Zwischenmauerwerk fehlen, wurde ausgegraben, Funde wurden nicht gemacht.
Etwa vier Meter südlich der Kammer liegt ein 0,9 m langer Stein, der wahrscheinlich ein Randstein war. 